# Cocaine Bear
Cocaine Bear ist eine amerikanische Horrorkomödie von Regisseurin Elizabeth Banks aus dem Jahr 2023. Der Film beruht auf der wahren Begebenheit um einen amerikanischen Schwarzbären, der im Jahr 1985 einen Seesack voller Kokain gefunden, geschnüffelt und gefressen hat und tatsächlich Cocaine Bear genannt wird. Die Hauptrollen übernahmen Keri Russell, O’Shea Jackson junior, Alden Ehrenreich, Ray Liotta und Isiah Whitlock Jr.
Cocaine Bear kam am 24. Februar in die US-amerikanischen und am 13. April 2023 in die deutschen Kinos.

## Handlung
Im Jahr 1985 wirft der Drogenschmuggler Andrew Thornton mehrere Sporttaschen mit Kokain aus einem Flugzeug über dem Chattahoochee-Oconee National Forest in Georgia ab, kommt selbst bei dem Absprung mit einem Fallschirm allerdings ums Leben. Die im Wald liegenden Taschen werden von einer Schwarzbärin gefunden, die im Anschluss eine ausgeprägte Kokainabhängigkeit entwickelt und mit aggressivem Verhalten gegenüber Wanderern und Parkbesuchern auffällt. In Tennessee erfährt gleichzeitig der Drogenboss Syd von Thorntons Absturz und schickt daraufhin seinen Sohn Eddie und dessen Freund Daveed los, um das verstreute Kokain wiederzubeschaffen. Auch der Detective Bob macht sich nach dem Leichenfund von Thornton auf den Weg nach Georgia, um Syd das Handwerk zu legen.
Im Nationalpark schwänzen derweilen die Kinder Henry und Dee Dee die Schule, um einen nahegelegenen Wasserfall zu malen. Auf dem Weg dorthin entdecken sie die abgeworfenen Kokainpäckchen und machen Bekanntschaft mit der Bärin, die Dee Dee verschleppt. Deren Mutter Sari hat unterdessen die Parkrangerin Liz und den Tierforscher Peter über das Verschwinden ihrer Tochter informiert und mit der Suche im Waldgebiet begonnen. Als das Trio den verängstigten Henry auf einem Baum vorfindet, wird Peter von der Bärin zerfetzt. Liz kann mit leichten Verletzungen fliehen und möchte Verstärkung rufen, wird allerdings ebenso wie die zu Hilfe geeilten Sanitäter Beth und Tom vom Tier angegriffen und getötet. Sari und Henry beschließen unterdessen, nach der vermissten Dee Dee zu suchen.
Auch die beiden Drogendealer Eddie und Daveed sind mittlerweile im Nationalpark angekommen und konnten herausfinden, dass eine lokale Jugendbande im Besitz eines Großteils des Kokains ist. Gemeinsam mit deren Anführer machen sie sich auf den Weg zum Drogenversteck der Bande, wo die drei auch auf Detective Bob treffen. Ein Schusswechsel zwischen Daveed und dem Polizisten wird durch das abrupte Auftauchen der Bärin unterbrochen, die es auf das von Bob konfiszierte Kokain abgesehen hat. Nachdem der Polizist das Tier mithilfe der Drogen ablenken konnte, schließen beide Parteien zunächst eine Waffenruhe, ehe Bob vom ebenfalls anwesenden Syd erschossen wird. Dieser gibt seinem Sohn Eddie, der die Kriminalität eigentlich hinter sich lassen wollte, zu verstehen, dass das mexikanische Drogenkartell Jagd auf ihn und seine Familie machen würde und die Wiederbeschaffung des Kokains daher oberste Priorität hätte.
Sari und Henry können einer von Dee Dee gelegten Spur bis zur Höhle der Bärin folgen, wo die beiden auch zwei kokainabhängige Jungtiere vorfinden. Auch Syd, Eddie und Daveed konnten der Bärin bis zu ihrem Unterschlupf folgen, wo das Tier eine große Menge der Drogen gehortet hat. Syd droht mit der Erschießung der Mutter oder eines der Kinder, sollte ihm das Kokain nicht ausgehändigt werden, doch Eddie und Daveed verweigern aufgrund der Involvierung Minderjähriger den Befehl. Als die Bärin erscheint, retten sich Sari, Henry, Dee Dee, Eddie und Daveed mit einem Sprung in einen Wasserfall, während es Syd mit dem Tier aufnehmen möchte. Die Bärin wird daraufhin zunächst von Syd angeschossen, besiegt den Drogenboss aber letztendlich und wirft ihn ihren Jungtieren lebendig zum Fraß vor.
Auch einige Zeit später noch greift die drogenabhängige Bärin gemeinsam mit ihren Jungtieren Wanderer im Nationalpark an. Eddie und Daveed konnten die Kriminalität hinter sich lassen und ihren Frieden finden, während Henry und Dee Dee aufgrund des einmaligen Konsums von Kokain Hausarrest bekommen.

## Produktion

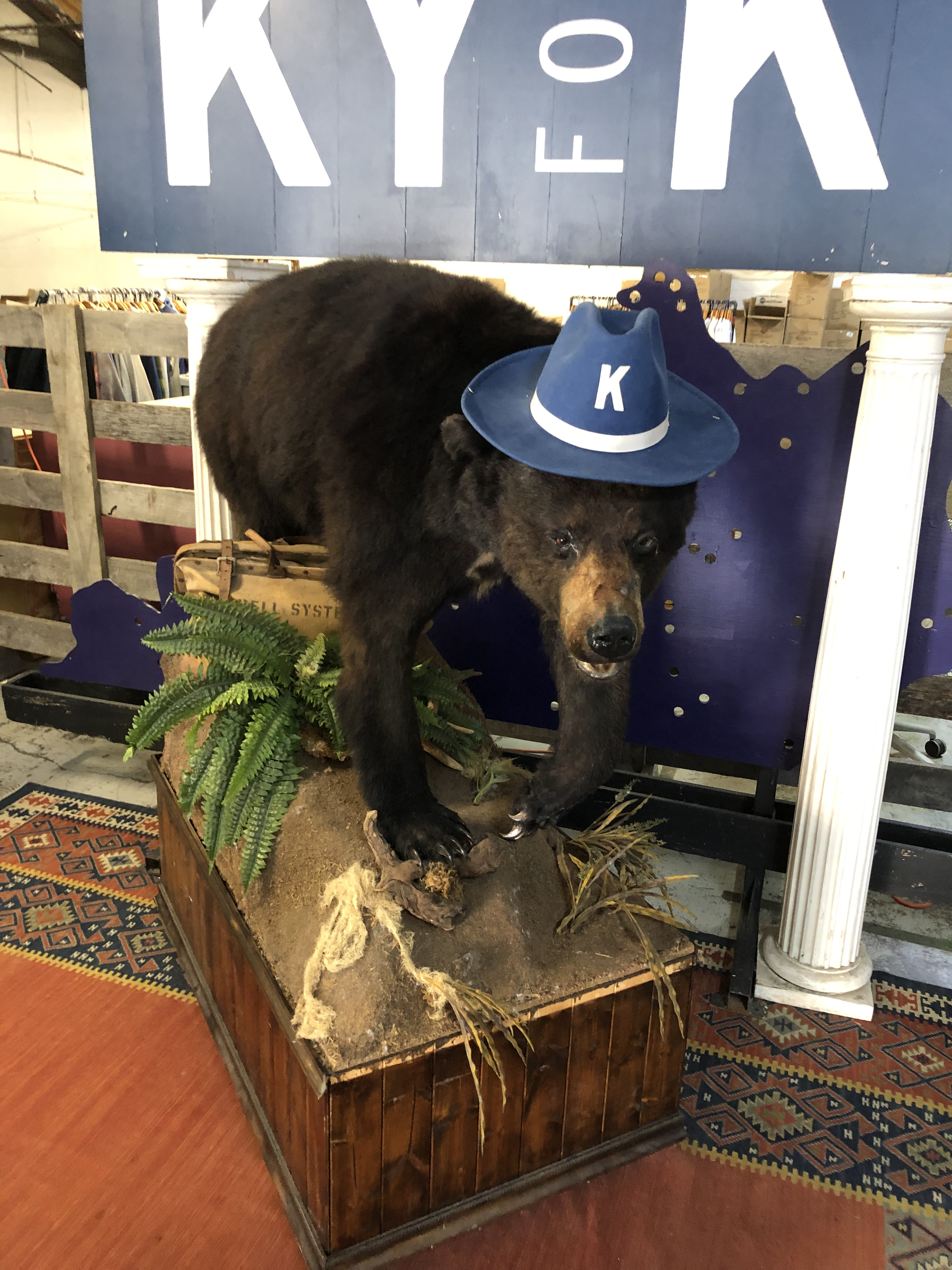
Der titelgebende „Kokainbär“, ausgestellt in Lexington, Kentucky

Cocaine Bear wurde von wahren Begebenheiten rund um einen 175 Pfund (79,3 kg) schweren amerikanischen Schwarzbären inspiriert. Dieser starb im Herbst 1985, nachdem er größere Mengen an Kokain konsumiert hatte. Das Kokain wurde aus einem von Andrew C. Thornton II, einem ehemaligen Drogenfahnder und verurteilten Drogenschmuggler, gesteuerten Flugzeug abgeworfen, weil dieses zu schwer beladen war. Thornton selbst sprang mit einem defekten Fallschirm aus dem Flugzeug und starb. Der Kadaver des Bären wurde im Dezember 1985 neben 40 geöffneten Plastikbehältern mit Kokain gefunden. Zugetragen hatte sich dies im Bundesstaat Georgia. Anders als im Film dargestellt, sind keine Angriffe des Tieres gegenüber Menschen bekannt. Der Bär ist heute als Präparat in der Kentucky Fun Mall in Lexington, Kentucky ausgestellt.
Im Dezember 2019 wurde bekannt, dass Universal an einer Horrorkomödie arbeite, die lose auf den wahren Begebenheiten basierten sollte und als Mischung aus Good Boys und The Revenant – Der Rückkehrer beschrieben wurde. Jimmy Warden schrieb das Drehbuch zum Film, während ursprünglich Matt Bettinelli-Olpin und Tyler Gillett die Regie übernehmen sollten. Im März 2021 wurde der Regieposten allerdings mit Elizabeth Banks neubesetzt. Als Produzenten fungierten neben der Filmemacherin auch Max Handelman, Phil Lord, Christopher Miller und Aditya Sood.
Im Juli 2021 wurden Keri Russell, O’Shea Jackson junior, Alden Ehrenreich, Ray Liotta und Jesse Tyler Ferguson als Hauptdarsteller verpflichtet. Im Folgemonat wurde die Besetzung durch Christian Convery, Brooklynn Prince, Margo Martindale, Kristofer Hivju, Kahyun Kim und Scott Seiss abgerundet.
Die Dreharbeiten mit Kameramann John Guleserian erfolgten zwischen dem 20. August und 17. Oktober 2021 im irischen Wicklow. Das Budget betrug rund 30 Millionen US-Dollar, von denen ein Großteil in die digitale Modellierung des Bären durch Wētā FX floss. Am Filmset übernahm Regisseurin Elizabeth Banks selbst per Mikrofonanweisungen die Rolle des Tieres. Die Filmmusik sollte zunächst von Natalie Holt komponiert werden, ehe sie durch Mark Mothersbaugh ersetzt wurde.
Ein Trailer zum Film erschien am 30. November 2022 und ging nach seiner Veröffentlichung viral. Cocaine Bear kam am 24. Februar in die US-amerikanischen und am 13. April 2023 in die deutschen Kinos.

## Synchronisation
Die deutschsprachige Synchronisation entstand nach einem Dialogbuch und unter der Dialogregie von Nico Sablik bei FFS Film- & Fernseh-Synchron.
| Rolle            | Darsteller            | Synchronsprecher         |
| ---------------- | --------------------- | ------------------------ |
| Sari             | Keri Russell          | Ranja Bonalana           |
| Daveed           | O’Shea Jackson junior | Jan-David Rönfeldt       |
| Eddie Dentwood   | Alden Ehrenreich      | Ricardo Richter          |
| Syd Dentwood     | Ray Liotta            | Udo Schenk               |
| Detective Bob    | Isiah Whitlock Jr.    | Engelbert von Nordhausen |
| Henry            | Christian Convery     | Ludwig Ott               |
| Dee Dee          | Brooklynn Prince      | Marie Düe                |
| Parkrangerin Liz | Margo Martindale      | Regina Lemnitz           |
| Peter            | Jesse Tyler Ferguson  | Kim Hasper               |
| Stache           | Aaron Holliday        | Julius Jellinek          |
| Vest             | J. B. Moore           | Christian Zeiger         |
| Ponytail         | Leo Hanna             | Hannes Maurer            |
| Officer Reba     | Ayoola Smart          | Rubina Nath              |
| Olaf             | Kristofer Hivju       | Thomas Wenke             |
| Elsa             | Hannah Hoekstra       | Nicole Hannak            |
| Beth             | Kahyun Kim            | Giuliana Jakobeit        |
| Tom              | Scott Seiss           | Christian Zeiger         |

## Rezeption

### Altersfreigabe
In den Vereinigten Staaten erhielt Cocaine Bear von der MPA aufgrund von blutiger Gewalt sowie Gore, Drogeninhalten und der Sprache ein R-Rating. In Deutschland vergab die FSK eine Freigabe ab 16 Jahren. In der Freigabebegründung heißt es, der Film erzähle seine schräge Handlung mit einigen typischen Genreelementen, viel schwarzem Humor, zahlreichen Überzeichnungen und turbulenten Actionszenen. Immer wieder würden auch drastische Angriffe des Bären und Verletzungen wie Tötungen explizit gezeigt werden. Da Jugendliche ab 16 Jahren diese Genremechanismen durchschauen und sich ihnen die absurden Brechungen erschließen würden, könnten sie sich von den grausamen Momenten ausreichend distanzieren.

### Kritiken
Cocaine Bear konnte 66 % der 319 bei Rotten Tomatoes gelisteten Kritiker überzeugen und erhielt dabei eine durchschnittliche Bewertung von 6,1 von 10 Punkten. Als zusammenfassendes Fazit zieht die Seite, trotz einer unterentwickelten Handlung und teilweise schlechtem Schauspiel könne die Horrorkomödie aufgrund der titelgebenden Hauptfigur insbesondere B-Movie-Fans begeistern. Auf Metacritic erzielte der Film basierend auf 58 Kritiken einen Metascore von 54 von 100 möglichen Punkten.

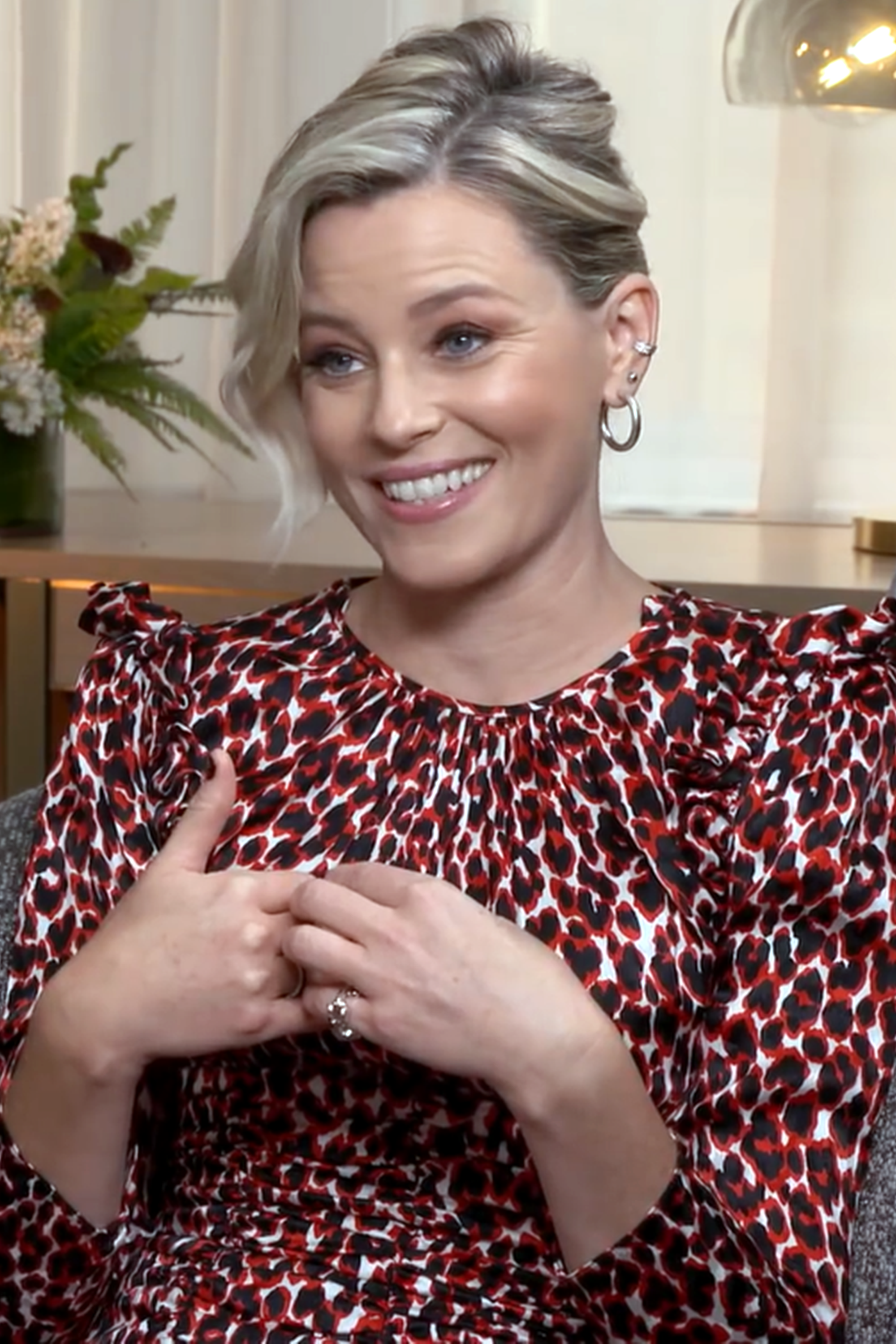
Regisseurin Elizabeth Banks

Als düstere Komödie ohne Erbarmen wird Cocaine Bear von Lovia Gyarkye in ihrer Filmkritik für den Hollywood Reporter beschrieben, wo sie dem Film ebenfalls ein großes Maß an Farce, Leichtigkeit und Body-Horror attestiert, das dem Zuschauer einfach nur maximale Unterhaltung bieten solle. Cocaine Bear nehme sich selbst nicht zu ernst und Regisseurin Elizabeth Banks habe sichtlich Spaß daran, die absurdesten Szenarien auszuschmücken. Gemeinsam mit den allesamt lebhaften und humorvollen Darstellern schaffe es die Filmemacherin so erfolgreich, von der zugrundeliegenden dünnen Erzählung abzulenken und den Fokus stattdessen auf den unterhaltsamen Nervenkitzel zu legen, welche Figur als Nächstes dem Kokainbär zum Opfer fällt. Dem titelgebenden Tier selbst gebe die Regisseurin eine Persönlichkeit auch abseits der mörderischen Bestie, auch wenn die Werbekampagne beim Publikum zum Teil zu große Erwartungen an den Auftritt des Bären geschürt hätte. Die Einbindung von historischen Nachrichtensendungen und Anti-Drogen-Spots sei trotzdem mit augenzwinkerndem Humor eine clevere Erinnerung daran, dass die Geschichte zum Teil tatsächlich auf wahren Begebenheiten basiert.
Auch die Frankfurter Rundschau steht dem Film wohlgesonnen gegenüber und beschreibt Cocaine Bear als Mischung aus Horrorfilm, Komödie, Splatterstreifen und Tierfilm, die überdies einen „wunderbar bunte[n] Ritt zurück in die 1980er“ Jahre biete. Der Trash-Faktor passe perfekt zu diesem skurril anmutenden und arg überdrehten Film, der keinerlei Ambitionen habe, sich ernsthaft mit der Drogenthematik auseinanderzusetzen. Das Highlight innerhalb der Besetzung sei unangefochten der verstorbene Ray Liotta, der als Drogenboss wie aus einem Tarantino- oder Coen-Film entnommen wirke und in seinen besten Momenten tatsächlich an Werke wie Pulp Fiction oder Fargo erinnere.
Zu einem gemischten Urteil gelangt Jude Dry von IndieWire, für den Cocaine Bear weder eine bahnbrechende noch besonders intelligente Erzählung sei, als 95-minütiges „Over-the-Top-Blutbad“ aber übertriebenen Spaß biete. Der über weite Strecken unkategorisierbare Film setze neben gut getimten Kills vor allem auf große A-List-Stars, die dem B-Movie einen hochwertigen Anstrich verpassen sollen. Neben einer urkomischen Darbietung von Margo Martindale würden sich aber weder der Humor noch der Gore sonderlich neu oder überraschend anfühlen; als Horrorfilm sei Cocaine Bear weder beängstigend noch ekelerregend. Ebenso hinterlasse die aus aneinandergereihten Szenen bestehende Handlung kaum Eindruck und auch der Filmschnitt sei schlecht. Regisseurin Elizabeth Banks beweise zwar, dass sie wisse, was das Publikum sehen wolle, doch Cocaine Bear sei nicht verrückt genug, um als Parodie zu gelten, und für eine Satire nicht schlau genug.
Enttäuscht zeigt sich Nicholas Barber von der BBC, für den Cocaine Bear eine raue Actionkomödie sein wolle, das Endprodukt aber seltsam schüchtern und ohne Biss wäre. Zwar beginne der Film mit einer urkomischen Eröffnungsszene samt gelungenem Twist, doch nach diesem köstlich scharfen Start verliere Cocaine Bear merklich an Schwung. Statt sich voll und ganz auf den Kokainbären zu fokussieren, stelle Regisseurin Elizabeth Banks nur immer weitere Nebenfiguren vor, deren kitschige Dialoge zwar stellenweise unterhalten könnten, aber insgesamt für die Handlung überflüssig seien. Es komme gerade oft genug zu schlecht animierten Angriffen der Titelfigur, dass der Film eine Existenzberechtigung hätte, doch Drehbuchautor Jimmy Warden scheine keine Idee gehabt zu haben, wie er die Zeit dazwischen ausfüllen solle. So werde der Zuschauer am Ende mit dem Wunsch zurückgelassen, Cocaine Bear wäre ein unterhaltsamerer, temporeicherer und brutalerer Film gewesen.

### Einspielergebnis
Am Startwochenende konnte Cocaine Bear in Nordamerika mit einem Einspielergebnis von rund 23,1 Millionen US-Dollar hinter Ant-Man and the Wasp: Quantumania den zweiten Platz der US-Kino-Charts belegen. In Deutschland verzeichnete der Film nach seinem Kinostart am 13. April 2023 am ersten Wochenende rund 50.000 Kinobesucher. Die weltweiten Einnahmen aus Kinovorführungen belaufen sich auf 88,3 Millionen US-Dollar, von denen Cocaine Bear allein 64,7 Millionen im nordamerikanischen Raum erwirtschaften konnte. In Deutschland verzeichnete der Film insgesamt 153.650 Kinobesucher.

### Auszeichnungen
Annie Awards 2024
- Nominierung für die Beste Figurenanimation in einem Realfilm[32]

Artios Awards 2024
- Nominierung für das Beste Casting in einer Filmkomödie (Debra Zane, Dylan Jury & Alli Coffey)[33]

MTV Movie & TV Awards 2023
- Nominierung als Bester Schurke (Der Bär)
- Nominierung für die Furchterregendste Darbietung (Jesse Tyler Ferguson)[34]

People’s Choice Awards 2024
- Nominierung als Beste Filmkomödie[35]